# Mayordomo mayor de la reina

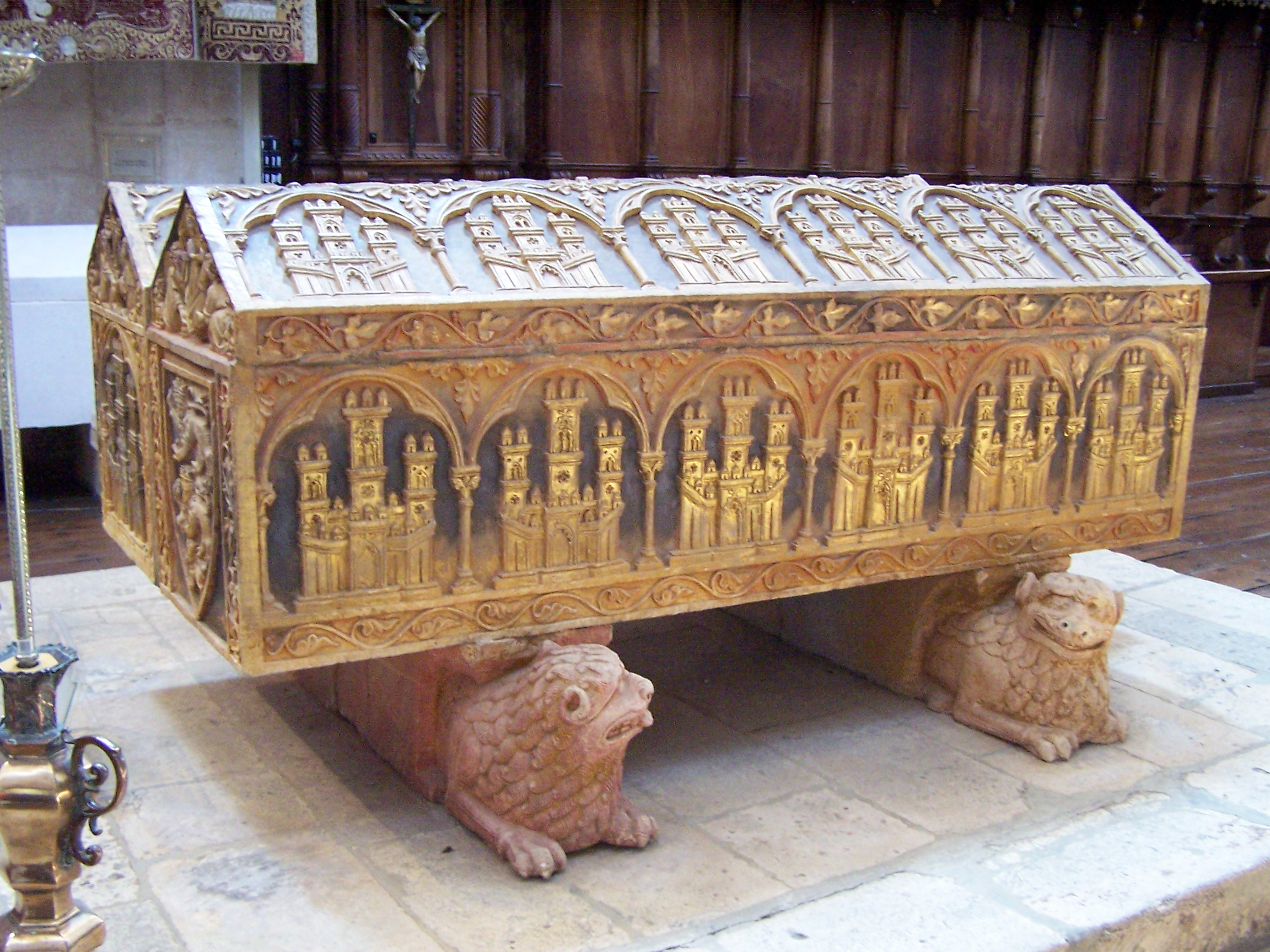
Sepulcros de Alfonso VIII de Castilla y de la reina Leonor de Plantagenet. (Monasterio de las Huelgas de Burgos).

El mayordomo mayor de la reina era un funcionario de alto rango de la Casa Real de Castilla cuyas funciones eran similares a las del mayordomo mayor del rey, aunque con la salvedad de que las desempeñaba a las órdenes de la soberana.

## Historia
Jaime de Salazar y Acha señaló que fue a finales del siglo XII y principios del siglo XIII cuando comenzaron a ser mencionados en los documentos de la época los mayordomos mayores de la reina, cuyas funciones eran completamente similares a las de los del soberano, pero ese autor subrayó que la «relevancia política» de los primeros era muy inferior a la de estos últimos, ya que los mayordomos de la reina solían ejercer su cargo durante periodos más largos que los del rey, y Salazar y Acha infirió de ello que los de la reina seguramente estarían menos involucrados en las maniobras e intrigas cortesanas que se desarrollaban en la Corte.
Además, los mayordomos de la reina no solían ser ricoshombres o miembros de la realeza, como en el caso de los mayordomos del rey, y la mayoría de las veces el cargo era ocupado por miembros de la mediana nobleza que estaban ascendiendo en la escala social.

## Mayordomos mayores de las reinas de León

### Reinado de Alfonso IX de León (1188-1230)
- (1198-1203) Pedro Fernández de Benavides.[2] Era un noble de la Casa de Benavides, y fue mayordomo mayor de Berenguela de Castilla,[3] reina consorte de León por su matrimonio con Alfonso IX de León e hija de Alfonso VIII de Castilla y de la reina Leonor de Plantagenet.[4] Y también hay constancia de que este noble fue merino mayor de León entre los años 1188 y 1194, durante el reinado de Alfonso IX,[5] merino mayor de Castilla,[3] y tenente de las torres de León[6] y de los municipios gallegos de Sarria y Montenegro.[7] Y además fue uno de los doce caballeros a los que les fue confiada la dote matrimonial que Alfonso IX concedió a la reina Berenguela.[3]

## Mayordomos mayores de las reinas de Castilla

### Reinado de Alfonso VIII de Castilla (1158-1214)

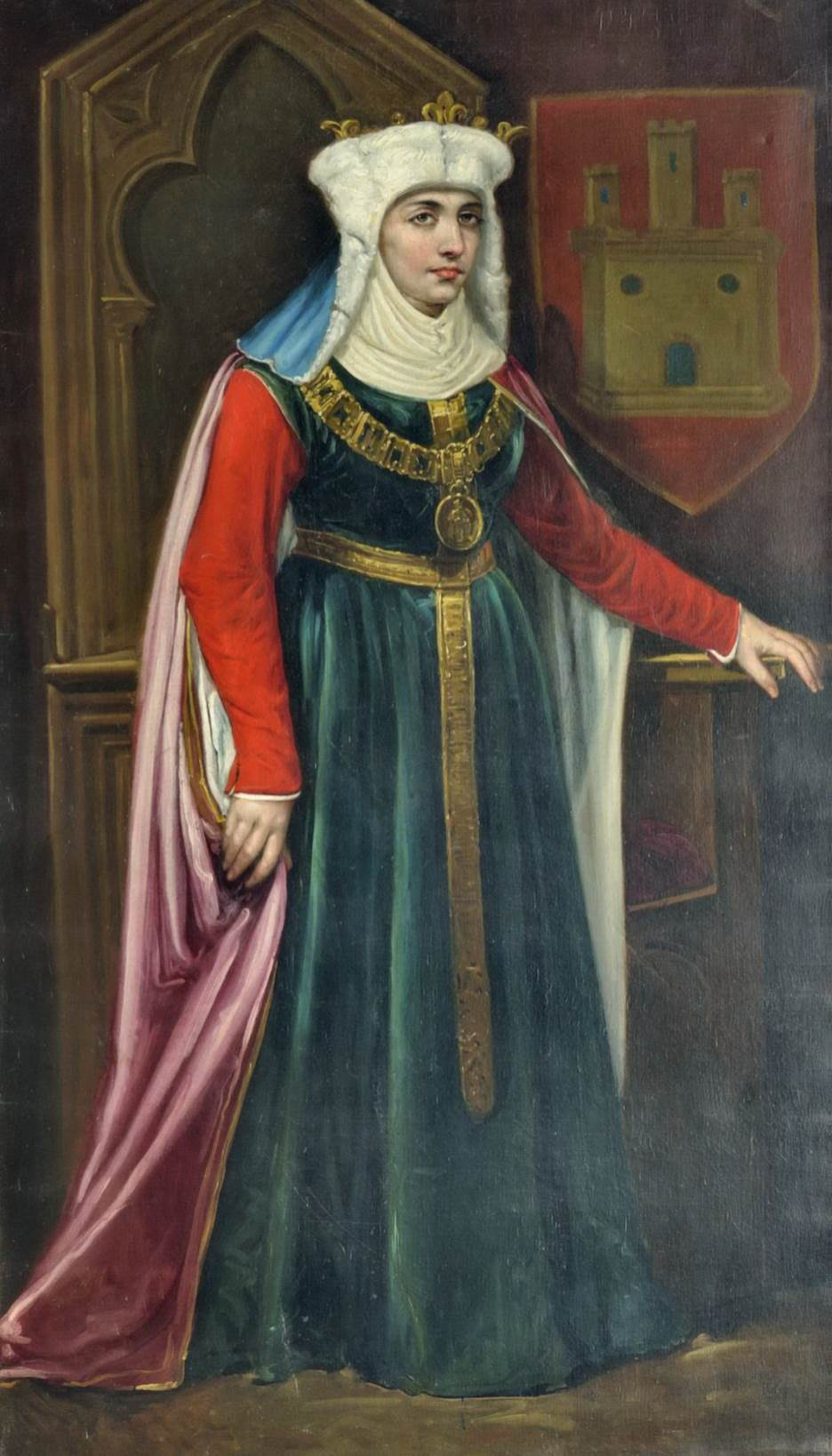
Retrato imaginario de la reina Berenguela de Castilla. José María Rodríguez de Losada. (Ayuntamiento de León).

- (1169-1179) Martín González de Contreras.[2] Contrajo matrimonio con María Gutiérrez, que posteriormente llegaría a ser abadesa del monasterio de las Huelgas de Burgos entre los años 1190 y 1205,[8] y fue mayordomo mayor de la reina Leonor de Plantagenet, esposa de Alfonso VIII de Castilla.[9]
- (1187) Martín García. Hay constancia de que estuvo casado con una dama llamada Sancha, y fue mayordomo de la reina Leonor de Plantagenet.[2]
- (1188-1196) García Martínez de Contreras. Era hijo de Martín González de Contreras, mencionado anteriormente, y de María Gutiérrez, y al igual que su padre fue mayordomo mayor de la reina Leonor de Plantagenet.[2]
- (1204) Rodrigo Martínez de Contreras. Era hermano del anterior, y ocupó el cargo en 1204.[2]
- (1207) Álvaro Pérez. Ocupó el cargo en el año 1207, pero se desconoce su filiación.[2]
- (1211-1213) García Fernández de Villamayor.[10] Fue mayordomo de la reina Leonor de Plantagenet, que falleció en octubre de 1214,[11] entre los años 1211 y 1213,[10] y era un ricohombre castellano de la Casa de Villamayor.[12] Además, fue señor de Manzaneda[13] y Villamayor de los Montes,[14] y poseía numerosas propiedades repartidas por toda la Corona de Castilla, desde Galicia hasta Andalucía, aunque especialmente, como señaló Ignacio Álvarez Borge, en la merindad mayor de Castilla.[15]

### Reinado de Fernando III de Castilla (1217-1252)
- (1217-1232) García Fernández de Villamayor.[16] Entre los años 1217 y 1232 fue el mayordomo mayor de la reina Berenguela de Castilla,[17][2] que heredó el trono en 1217, a la muerte de Enrique I, e inmediatamente lo cedió a su hijo, Fernando III de Castilla,[18] que en 1230, y tras la muerte de su padre, Alfonso IX, se convertiría también en rey de León.[19] Además, conviene señalar que este magnate fue ayo del infante Alfonso, que posteriormente llegaría a reinar como Alfonso X,[20] mayordomo mayor del rey Fernando III entre los años 1232 y 1238,[17][21] y tenente en Atienza y Castrojeriz.[21]
- (1231) Gonzalo Gutiérrez. Aunque se desconoce su filiación, sí hay constancia de que en 1231 era el mayordomo mayor de Beatriz de Suabia,[2] reina consorte de Castilla por su matrimonio con Fernando III e hija de Felipe de Suabia, duque de Suabia y rey de Romanos, y de Irene Ángelo.[22]
- (1238-1240) García Fernández de Villamayor. Aunque Salazar y Acha y Álvarez Borge no menciona nada sobre ello,[23][24] otros autores aseguran que este noble volvió a ser mayordomo mayor de la reina Berenguela de Castilla entre 1238 y 1240, año en que falleció este magnate castellano.[25]

### Reinado de Fernando IV de Castilla (1295-1312)

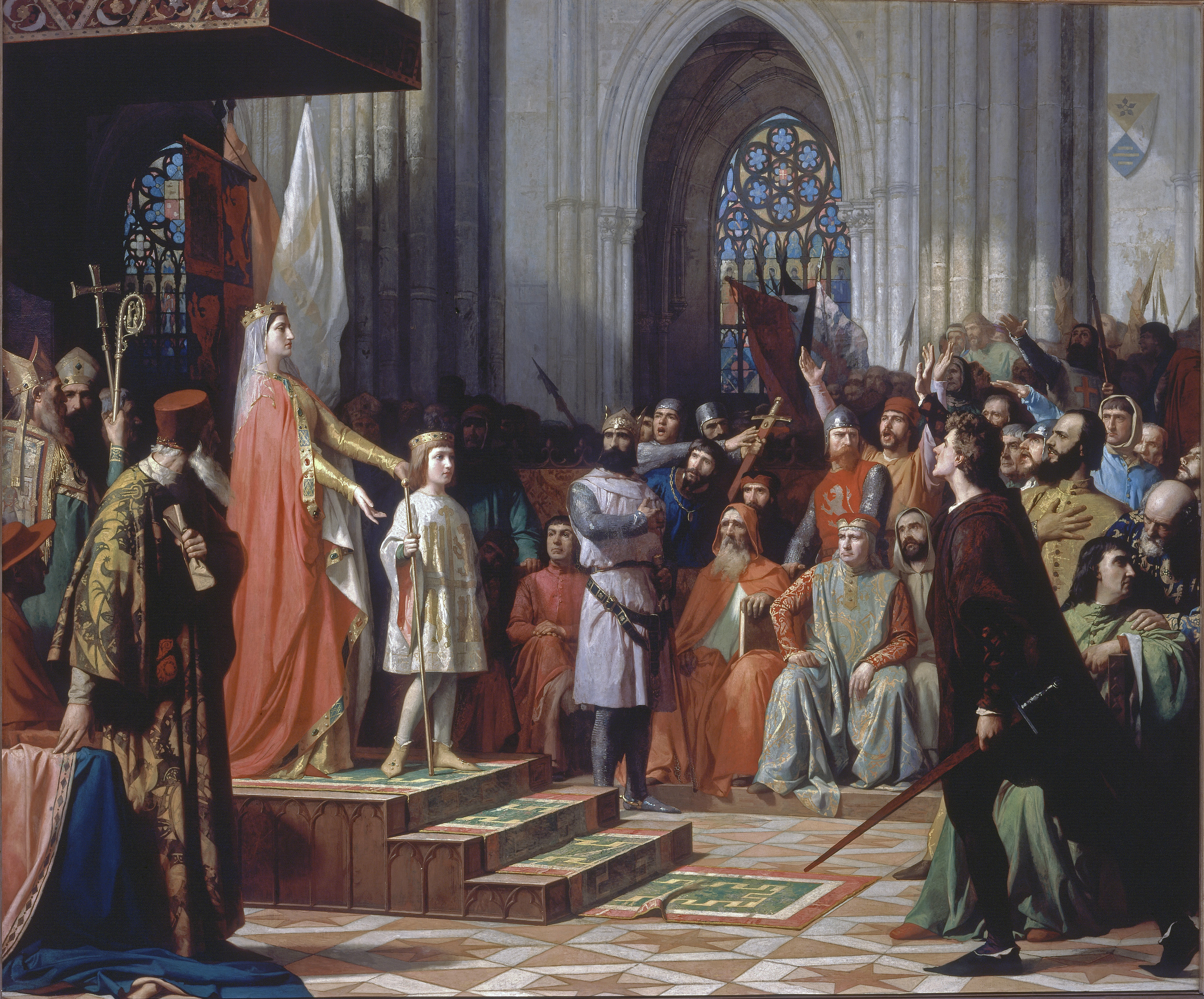
María de Molina presenta a su hijo Fernando IV en las Cortes de Valladolid de 1295. Óleo sobre lienzo de Antonio Gisbert Pérez. 1863. (Congreso de los Diputados de España).

- (1301) Gonzalo Ruiz de Toledo. Este noble,[26] que como señaló Salazar y Acha es el protagonista del célebre cuadro titulado El entierro del conde de Orgaz, pintado por El Greco,[27] fue mayordomo mayor de la reina Constanza de Portugal,[28] hija del rey Dionisio I de Portugal y de Santa Isabel de Portugal y esposa de Fernando IV de Castilla.[29][a] Y también fue señor de Orgaz, mayordomo menor y ayo del rey Alfonso XI de Castilla, notario mayor del reino de Castilla,[30] alcalde mayor de Toledo,[27] y ayo de la infanta Beatriz de Castilla, que posteriormente sería reina consorte de Portugal por su matrimonio con Alfonso IV.[26]
- (1304) Diego García de Toledo. Salazar y Acha señaló erróneamente que en 1319 este noble era mayordomo mayor de la reina Constanza de Portugal,[31] que falleció en noviembre de 1313,[32] pero sí hay constancia de que en 1304[33] era mayordomo mayor de esa reina.[34] Y además, fue señor de Magán, Mejorada, Alija, Cervera y Talavera la Vieja,[35][36] y ejerció los cargos de almirante mayor de la mar, adelantado mayor de Galicia, canciller del sello de la Puridad, portero mayor del reino de Toledo, alguacil y alcalde mayor de Toledo[37] y mayordomo mayor del infante Pedro de Castilla, hijo de Sancho IV y de la reina María de Molina.[36] Y era hijo de Juan García de Toledo, que fue portero mayor del reino de Castilla y señor de Cervera de los Montes, Mejorada y Segura, entre otras villas,[38] y de Inés García.[31][39] Además, otorgó testamento el 11 de abril de 1319[35] en la ciudad de Córdoba, y en mayo de 1321, durante la minoría de edad de Alfonso XI, fue ejecutado en la ciudad de Toledo por orden del célebre escritor y magnate Don Juan Manuel,[40][41] nieto del rey Fernando III y tutor de Alfonso XI durante el último periodo de su minoría de edad junto con Juan el Tuerto, nieto de Alfonso X, y el infante Felipe de Castilla, hijo de Sancho IV y de la reina María de Molina.[42]

### Reinado de Alfonso XI de Castilla (1312-1350)
- (1331-1332) Juan Alfonso de Alburquerque. Fue valido del rey Pedro I de Castilla y mayordomo mayor de la reina María de Portugal,[31] hija de Alfonso IV de Portugal y de Beatriz de Castilla y esposa de Alfonso XI,[43] entre finales de enero de 1331 y septiembre de 1332, según consta en la documentación de la época.[31] Además, era hijo de Alfonso Sánchez, hijo ilegítimo a su vez del rey Dionisio I de Portugal, y de Teresa Martínez de Meneses, y fue señor de Alburquerque, Meneses, Azagala, Medellín, Codosera, Tiedra y Alconchel,[44] alférez mayor del rey Pedro I de Castilla, canciller mayor de Castilla,[45] y ayo y mayordomo mayor de los infantes Fernando y Pedro, hijos del rey Alfonso XI de Castilla.[46] Además, murió en Medina del Campo el 28 de septiembre de 1354 con sospechas de haber sido envenenado,[44][b] y su hijo Martín Gil de Alburquerque, que heredó sus posesiones y llegó a ser adelantado mayor de Murcia, también murió en 1365 en Sevilla envenenado probablemente por orden del rey Pedro I.[47]
- (1333) Rodrigo Álvarez de las Asturias. Fue señor de Noreña, Gijón y Trastámara, mayordomo mayor del rey Alfonso XI de Castilla y de la reina María de Portugal, adelantado mayor de Galicia y merino mayor de León y Asturias.[48]

### Reinado de Pedro I de Castilla (1350-1369)

Escudo de armas de la reina Blanca de Borbón como monarca consorte de Castilla.

- (1351) Juan Alfonso de Alburquerque. Hay constancia de que entre mediados de abril y finales de septiembre de 1351, y ya durante el reinado de Pedro I de Castilla, este magnate de origen portugués volvió a ocupar la mayordomía mayor de la reina María de Portugal,[31] viuda en esos momentos de Alfonso XI de Castilla, que falleció en marzo de 1350 mientras asediaba Gibraltar, y madre del rey Pedro I.[49]
- (1354 y 1358) Juan Alfonso de Benavides el Mozo. Hay constancia de que este magnate, que era hijo de Juan Alfonso de Benavides, capitán general de la Frontera, y de Teresa Alonso Godínez, y poseía numerosos dominios repartidos por toda la Corona de Castilla,[50] fue mayordomo mayor de la reina Blanca de Borbón, esposa de Pedro I,[51] en 1354 y en 1358.[52] Y también fue señor de Cheles, Santibáñez de la Mota, Villafáfila y Villafranca de Valcárcel, entre otras muchas villas,[53] y mayordomo del infante Pedro, hijo y heredero de Alfonso XI,[54] aunque a las órdenes del mayordomo mayor del infante, Vasco Rodríguez de Coronado, que fue maestre de la Orden de Santiago.[55] Y Juan Alfonso de Benavides también fue repostero mayor del rey Alfonso XI, justicia mayor y alguacil mayor del rey Pedro I, notario mayor de Andalucía,[56] merino mayor de León y portero mayor del reino de León.[50] Además, Quintanilla Raso señaló que el hecho de que Pedro I le confiara la mayordomía mayor de su esposa, la reina Blanca de Borbón, con la que el monarca siempre mantuvo malas relaciones, es una «prueba de confianza» del soberano para con este magnate.[57] Sin embargo, en 1364 Pedro I ordenó que fuera encerrado en el castillo de Almodóvar del Río, situado en la provincia de Córdoba, y ese mismo año el monarca ordenó ejecutarlo,[58] y Quintanilla Raso también corroboró esos datos y señaló que falleció en 1364.[59]

### Reinado de Enrique II de Castilla (1369-1379)
- (1366)[c] García Álvarez de Toledo. Fue un ricohombre castellano[60] que llegó a ser maestre de la Orden de Santiago entre 1359 y 1366[61] y mayordomo mayor de la reina Juana Manuel de Villena,[62] esposa de Enrique II e hija del célebre magnate Don Juan Manuel. Además, era hijo de García Álvarez de Toledo, alcalde mayor de Toledo, y de Mencía de Meneses,[60] y fue señor, entre otras, de las villas de Oropesa, Horcajada, Piedrahíta y Valdecorneja, y mayordomo mayor del infante Alfonso de Castilla, hijo de Pedro I y de María de Padilla.[63] Pero en 1366 renunció al maestrazgo de la Orden de Santiago, traicionó a Pedro I y entregó la ciudad de Toledo a Enrique II, de quien recibió los señoríos de Oropesa y Valdecorneja como compensación el día 9 de mayo de ese mismo año, y posteriormente otros.[64]
- (1381) Fernando Álvarez de Toledo. Era hermano del anterior, y fue señor de las villas de Valdecorneja y Robledo,[65] mariscal de Castilla, mayordomo mayor de la reina Juana Manuel de Villena, notario mayor de los reinos de León[66] y Toledo,[67], caudillo mayor de los escuderos del Cuerpo del Rey,[68] y alguacil mayor de Toledo.[66] Y contrajo matrimonio con Leonor de Ayala, señora de Torrejón de Velasco e hija de Fernán Pérez de Ayala, señor de Ayala,[65] y de Elvira de Ceballos.[60]

### Reinado de Juan I de Castilla (1379-1390)
- (1385-1390) Juan Rodríguez Portocarrero.[60] Era un caballero portugués que apoyó al rey Juan I de Castilla durante la Crisis de 1383-1385 en Portugal,[69] y en este reino poseía los señoríos de Villarreal y Panoyas, que perdió por su apoyo al monarca castellano durante la guerra, y por ello fue nombrado mayordomo mayor de la reina Beatriz de Portugal, esposa de Juan I de Castilla, y recompensado en el reinado de Enrique III con las tercias del obispado de Zamora,[70] aunque Salazar y Acha señaló que fue con las tercias de la ciudad de Toro, de la que este noble fue regidor.[60] Y además era hijo de Juan Rodríguez Portocarrero, señor de las villas de Villarreal y Panoyas, y de Mencía de Silva.[71]

### Reinado de Enrique III de Castilla (1390-1406)
- (1390-1402) Juan Rodríguez Portocarrero. Contrajo matrimonio con Beatriz Barreto, dama que estuvo al servicio de la reina Beatriz de Portugal,[60] en 1398 fundó un mayorazgo con sus bienes con licencia de Enrique III, y también consiguió el patronato del convento de San Francisco de Toro, donde fue sepultado junto con su esposa.[72] Y ejerció el cargo de mayordomo mayor de la reina Beatriz de Portugal hasta el año 1402,[60] en que falleció este noble de origen portugués.[73]
- (1393-1418) Gómez I Suárez de Figueroa. Fue mayordomo mayor de la reina Catalina de Lancáster,[74] que falleció en Valladolid en 1418 y era hija del duque de Lancaster, Juan de Gante, y de Constanza de Castilla, y fue la única esposa de Enrique III.[75] Además, fue un ricohombre castellano, y era hijo de Lorenzo I Suárez de Figueroa, maestre de la Orden de Santiago, y de su primera esposa, Isabel Messía, y fue señor de Zafra, Villalba, Feria, La Parra y Nogales, entre otras villas, y también miembro del Consejo Real de Juan II de Castilla,[76] capitán general de la frontera de Andalucía y alcaide de Badajoz y de Villanueva de Barcarrota.[77] Y contrajo matrimonio con Elvira Lasso de Mendoza, señora de Gama y Rebolledo, entre otras villas,[76] e hija de Diego Hurtado de Mendoza, almirante de Castilla y señor de Mendoza, Hita y Buitrago, y de Leonor de la Vega.[78] Sin embargo, conviene señalar que Gómez I Suárez de Figueroa tuvo entre 1407 y 1409 como lugarteniente en el mayordomazgo mayor de la reina Catalina de Lancáster a Juan González.[74]

### Reinado de Juan II de Castilla (1406-1454)

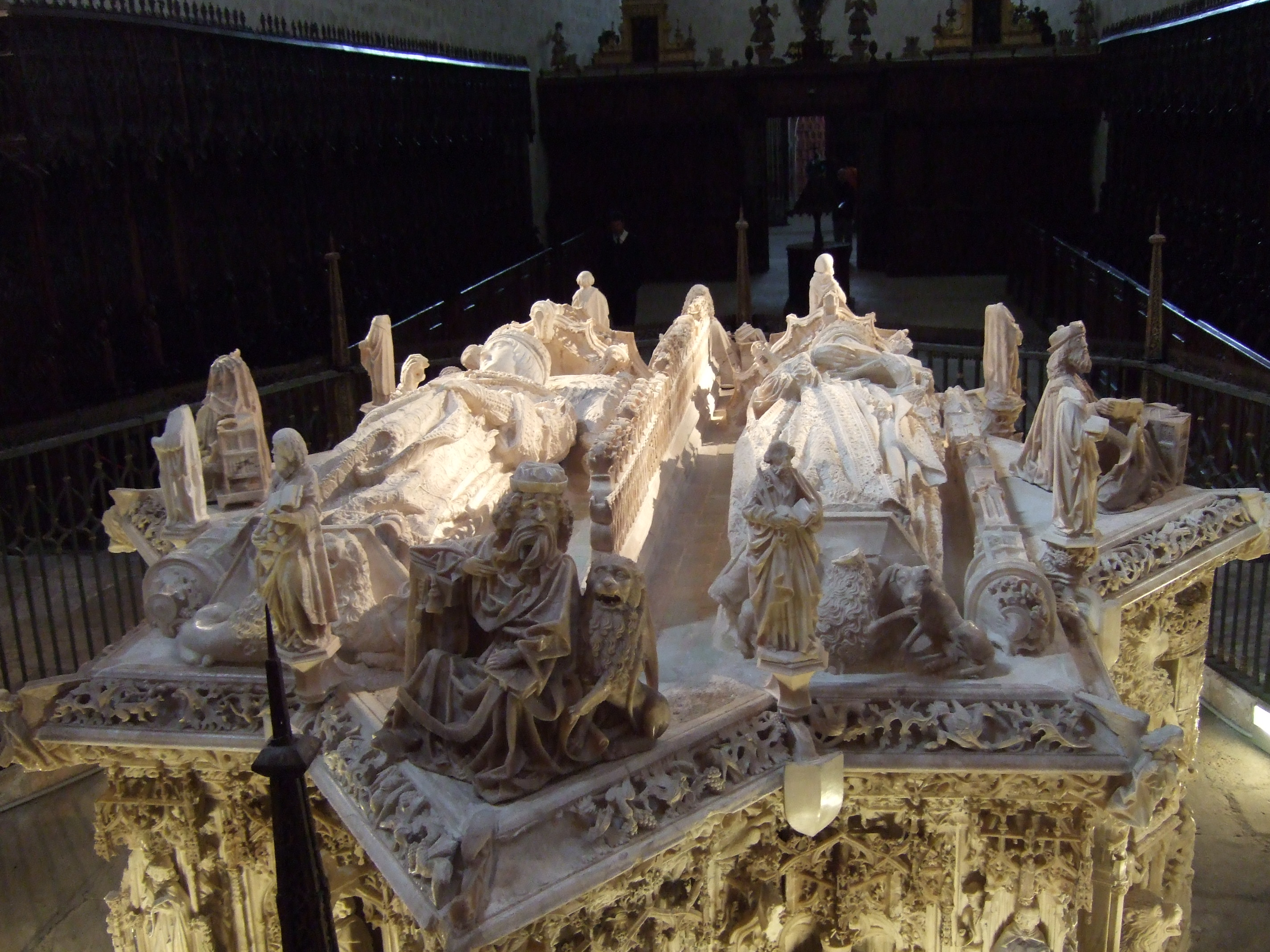
Sepulcro de Juan II y de la reina Isabel de Portugal. (Cartuja de Miraflores).

- (1417) Juan Álvarez Osorio.[74] Fue mayordomo mayor de la reina Catalina de Lancáster,[74] y Salazar y Acha señaló que ocupaba el cargo en 1417,[60] año de la muerte de este ricohombre, que era hijo de Álvar Pérez Osorio y de Mayor de Velasco.[79] Y fue señor de Villalobos y Castroverde, alférez mayor del pendón de la Divisa del Cordón de San Francisco, guarda mayor del rey Juan II de Castilla, mayordomo mayor de la reina Catalina de Lancáster,[80] y alférez del pendón de la Orden del Espíritu Santo,[81] que fue creada por el rey Juan I de Castilla en Segovia en 1390.[82] Además, contrajo matrimonio con Aldonza de Guzmán, que era hija de Ramiro Núñez de Guzmán, señor de Toral, y de Elvira de Bazán, y con quien tuvo varios hijos.[83]
- (1442-1445) Juan de Silva, conde de Cifuentes. Según Francisco de Paula Cañas Gálvez, este noble fue mayordomo mayor de la reina María de Aragón entre 1442 y 1445,[74] pero Salazar y Acha afirmó que lo hizo entre 1444 y 1445.[77][d] Además, esa reina fue la primera esposa de Juan II de Castilla y era hija del rey Fernando I de Aragón y de Leonor de Alburquerque, y falleció en 1445 en Villacastín a los 42 años de edad.[84] Y además este noble fue conde de Cifuentes, alférez mayor del pendón del rey y notario mayor del reino de Toledo, y era hijo de Alonso Tenorio, adelantado de Cazorla y notario mayor del reino de Toledo, y de Guiomar de Meneses.[85]

## Reinado de Isabel I de Castilla (1474-1504)
- Gutierre Velázquez de Cuéllar. Era un licenciado, y fue consejero del rey Juan II de Castilla y mayordomo mayor de la reina Isabel de Portugal,[74] segunda esposa de Juan II e hija del infante Juan de Portugal, conde de Aveiro, y de Isabel de Barcelos.[86] Y el padre Enrique Flórez señaló que la custodia de la «persona» y de la Casa de la reina en Arévalo,[87] donde vivió retirada en sus últimos años de vida,[88] estuvieron en manos de este licenciado al igual que la tenencia del propio castillo de Arévalo.[87]
- (1476-1493) Enrique Enríquez de Quiñones. Hay constancia de que desempeñaba la mayordomía mayor de la reina Isabel I de Castilla, hija de Juan II y de Isabel de Portugal, en los años 1476, 1488 y 1493,[77] y también fue señor de Villada,[89] Orce y Galera,[77] mayordomo mayor del rey Fernando II de Aragón,[89] almirante de Sicilia y comendador mayor de León en la Orden de Santiago.[77] Y era hijo de Fadrique Enríquez, almirante de Castilla y señor de Medina de Rioseco, y de Teresa de Quiñones.[89]